# 夜奔 (電影)
《夜奔》是拍攝於1999年，2000年上映的電影。由徐立功、尹祺執導，黃磊、劉若英、尹昭德、戴立忍主演。

## 簡介
1930年代，自幼在美國生活與學習的大提琴家徐少東（黃磊 飾）返回祖國準備與素未蒙面但一直有書信往來的未婚妻英兒（劉若英 飾）成親。可是在隨英兒在自家戲院看過昆曲《夜奔》並結識其主演林沖（尹昭德 飾）後，徐少東的感情天平開始更多地傾斜到林沖身上，但隨後有關他與林沖的流言蜚語傳出，頂不住世俗壓力的他最終告別英兒回到美國。
二戰後，英兒赴美找到徐少東，二人談起林沖為找徐少東的悲慘經歷時，徐少東明白到他的內心會一直為英兒和林沖留有位置。

## 演員表
| 演 員  | 角 色    | 備 註 |
| ------ | -------- | ----- |
| 劉若英 | 韋英兒   |       |
| 黃 磊  | 徐少東   |       |
| 楊鵬雲 | 徐少東   | 老 年 |
| 尹昭德 | 林 沖    |       |
| 戴立忍 | 黃子雷   |       |
| 歸亞蕾 | 韋 母    |       |
| 舒耀宜 | 班 主    |       |
| 劉 傑  | 小 九    |       |
| 李連生 | 韋 父    |       |
| 王民益 | 徐 父    |       |
| 王桂娥 | 徐 母    |       |
| 秦 漢  | 韋家管事 |       |
| 王 淼  | 徐家管事 |       |
| 姚鴻明 | 戲團管事 |       |
| 邢水林 | 黃家跟班 |       |
| 鍾偉華 | 黃家跟班 |       |
| 徐子旭 | 黃家跟班 |       |
| 富連志 | 靈 官    |       |
| 曹寶堂 | 小 鬼    |       |
| 劉洪林 | 戲班演員 |       |
| 張春元 | 戲班演員 |       |
| 蔣國印 | 戲班演員 |       |
| 徐建平 | 戲班演員 |       |
| 鄭立民 | 戲班演員 |       |
| 潘廣居 | 戲班演員 |       |
| 張 勛  | 戲班演員 |       |
| 孫啓成 | 戲班演員 |       |

## 原聲帶曲目
1. 熟悉(對白)
2. 天津(配樂)
3. 想念(對白)
4. 試探(配樂)
5. 感知(對白)
6. 接觸(配樂)
7. 愛情(對白)
8. 夜 - 蕭亞軒 國語
9. 眼淚(對白)
10. 鄉愁(配樂)
11. 痴迷(對白)
12. 雲天樓
13. 戲前(對白)
14. 隱藏(配樂)
15. 幸福(對白)
16. 幸福與不幸(配樂)
17. 記憶(配樂)
18. 林沖(對白)
19. 望家鄉
20. 問(對白)
21. 逃(配樂)
22. 黎明(對白)
23. 夜奔(配樂)
24. 流離(配樂)
25. 時光(配樂)
26. 嫉妒(對白)
27. 愛(配樂)
28. 細數 - 江美琪/吳克群 國語
29. 1949紐約(對白)
30. 重逢(配樂) 音樂
31. 雪夜(對白)
32. 遺憾(配樂)
33. 妻子愛人(對白)
34. 永遠(配樂)
35. 舊事- 蕭亞軒(電影"夜奔"主題曲) 國語
36. 戲(對白)

## 獎項
- 2001年 義大利都靈國際同志電影節（Torino International Gay & Lesbian Film Festival） 「最佳劇情片」
- 2001年 亞太影展 最佳音樂獎
- 2000年 夏威夷國際電影節 最佳影片提名

## 外部連結
- 《夜奔》官方網站
- 開眼電影網上《夜奔》的資料（繁體中文）
- 香港影庫上《夜奔》的資料（繁體中文）
- 时光网上《夜奔》的資料（简体中文）
- 豆瓣电影上《夜奔》的資料 （简体中文）
- 爛番茄上《夜奔》的資料（英文）
- AllMovie上《夜奔》的资料（英文）
- 互联网电影数据库（IMDb）上《夜奔》的资料（英文）